# Montecalvo Irpino
Montecalvo Irpino – miejscowość i gmina we Włoszech, w regionie Kampania, w prowincji Avellino.
Według danych na 1 stycznia 2022 roku gminę zamieszkiwało 3355 osób (1619 mężczyzn i 1736 kobiet).
Miejsce urodzenia św. Pompilusza Maria Pirrotti (1710-1766) prezbitera z zakonu Pijarów. Jego wspomnienie Kościół katolicki obchodzi w dniu 15 lipca.